# Zygmunt Kozak
Zygmunt Kozak ps. Walter (ur. 2 lutego 1919 w Kłodzie, zm. wiosną 1997) – żołnierz Batalionów Chłopskich, dowódca Oddziałów Specjalnych tej organizacji w 1 Obwodzie Puławy, podpułkownik.

## Życiorys

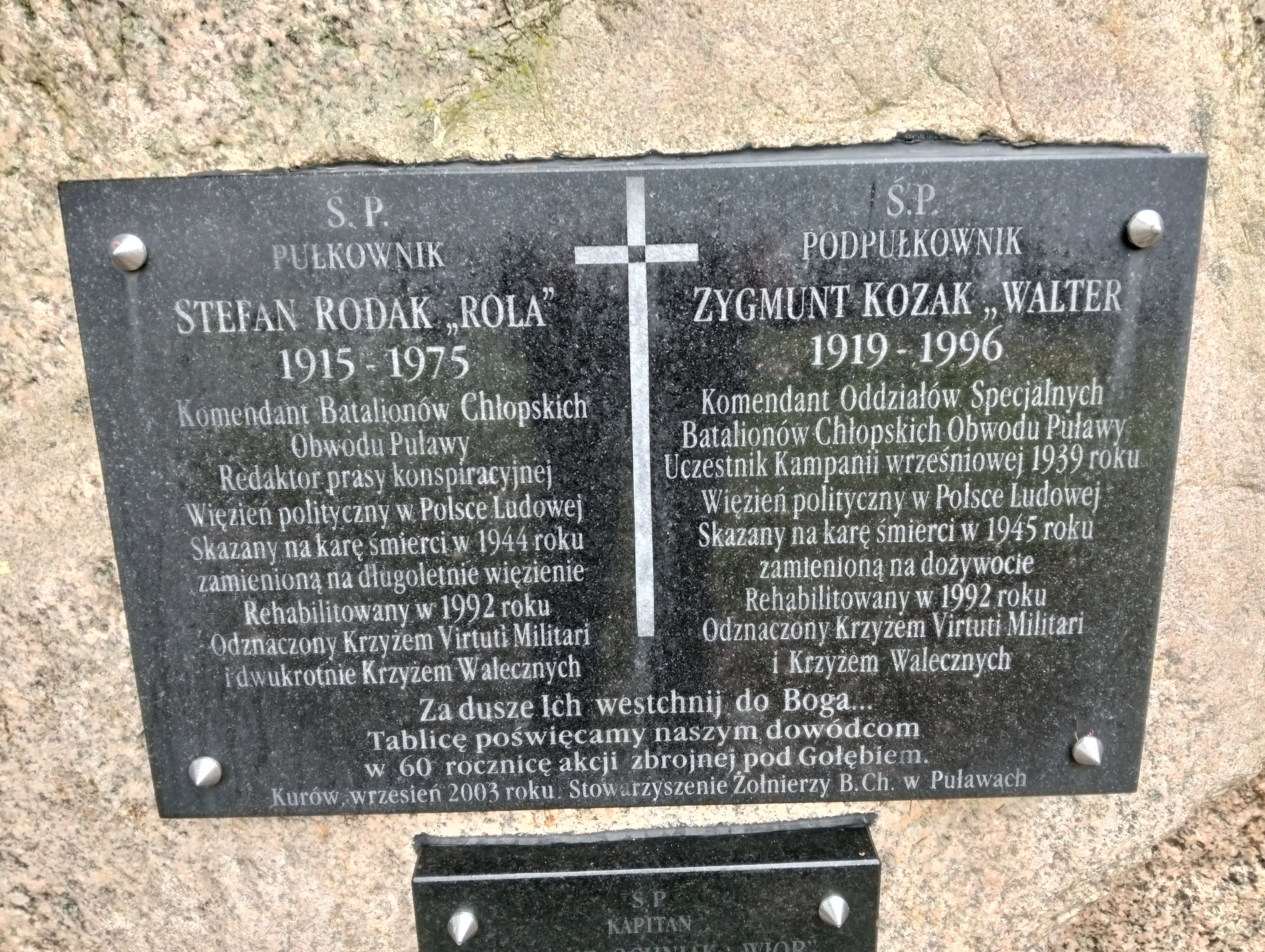
Tablica pamiątkowa przy kościele Narodzenia NMP i św. Michała Archanioła w Kurowie

Zygmunt Kozak urodził się 2 lutego 1919 w Kłodzie jako syn Józefa i Heleny. Brał udział w kampanii wrześniowej. Włączył się w działalność podziemną i od stycznia 1941 był członkiem Batalionów Chłopskich. Był dowódcą Oddziałów Specjalnych BCh w powiecie puławskim. Dowodził wieloma akcjami bojowymi i sabotażowymi, a w tym w obronie wsi Barłogi w lipcu 1943, wysadzeniu pociągu amunicyjnego pod Gołębiem i akcji na tartak w Nasutowie. Po zakończeniu wojny był represjonowany przez Ministerstwo Bezpieczeństwa Publicznego. Został aresztowany w sierpniu 1945, zaś w styczniu następnego roku został skazany na karę śmierci, którą ostatecznie zamieniono na karę dożywotniego pozbawienia wolności. Na mocy amnestii w 1951 zwolniony z więzienia. Zmarł wiosną 1997.

## Ordery i odznaczenia
- Krzyż Srebrny Orderu Virtuti Militari
- Złoty Krzyż Zasługi z Mieczami
- Krzyż Partyzancki